# Lawrence La Fountain-Stokes
 (septembre 2021).
Œuvres principales
- Uñas pintadas de azul/Blue Fingernails (nouvelle, 2009)
- Queer Ricans: Cultures and Sexualities in the Diaspora (2009)

Lawrence La Fountain-Stokes est un écrivain, professeur et acteur portoricain gay né le 10 avril 1968 à San Juan (Porto Rico). Il est  plus connu sous le nom de Larry La Fountain.
Il a reçu plusieurs récompenses pour son écriture aussi bien que pour son travail avec les étudiants hispaniques et latino-américains et LGBT (lesbiennes, gays, bisexuels et transgenres). Il réside actuellement à Ann Arbor (Michigan), aux États-Unis.

## Biographie
La Fountain-Stokes est né à San Juan (Porto Rico), dans le quartier traditionnel de Miramar, situé dans la zone centrale de Santurce. Adopté à la naissance par Donald et Ramona La Fountain, il est le frère de la journaliste de télévision de la chaîne ESPN Michele La Fountain. Il a écrit au sujet de son expérience d'enfant dans un essai intitulé Los nenes con los nenes y las nenas con las nenas (Les garçons avec les garçons et les filles avec les filles) dans lequel il décrit sa maison d'enfance comme bilingue et biculturelle. Son essai Queer Diasporas, Boricua Lives: A Meditation on Sexile (Diasporas étranges, vies portoricaines : une méditation sur le sexile) analyse également certaines de ces premières expériences.
La Fountain-Stokes a suivi toute sa scolarité primaire et secondaire dans l'Academia del Perpetuo Socorro, une école bilingue d'élite tenue par les Pauvres sœurs des écoles de Notre-Dame (SSND). Il a reçu un diplôme du lycée en 1986. Il a alors étudié à l'université Harvard à Cambridge dans le Massachusetts, où il a reçu sa licence d'arts dans les études hispaniques en 1991. Durant ses études universitaires, La Fountain-Stokes a étudié aussi à l'université de São Paulo au Brésil pendant un an et demi (1988-1989). Il a plus tard obtenu une maîtrise et un doctorat d'espagnol à l'université Columbia dans la ville de New York.
La Fountain-Stokes a commencé sa carrière d'enseignant comme professeur assistant à l'université de l'État de l'Ohio (1998-1999) et a alors enseigné chez Rutgers, l'université de l'État du New Jersey pendant quatre années (1999-2003),,. Depuis 2003, il enseigne les études latines, américaines, et l'espagnol à l'université du Michigan, y compris des cours sur la culture des Caraïbes hispaniques queer, les études LGBT et la littérature, le théâtre, la performance, et le cinéma hispanique et latino-américain ou latin,,. Il a été promu professeur associé avec la titularisation en 2009. Ses entretiens en espagnol avec des artistes majeurs, des journalistes, et ses condisciples latinos tels que le romancier et chanteur uruguayen Dani Umpi et le journaliste Sam Quiñones de Los Angeles Times apparaissent sur la chaîne espagnole de l'université du Michigan sur YouTube et sur les iTunes U.

## Recherche LGBT
La recherche de La Fountain-Stokes s'est concentrée principalement sur la culture portoricaine queer,. Dans son livre Queer Ricans : Cultures and Sexualities in the Diaspora (Ricans queer : Les cultures et les sexualités dans la Diaspora) (U of Minnesota Press, 2009), il analyse la migration portoricaine LGBT dans une perspective d'études culturelles, avec des chapitres sur Luis Rafael Sánchez, Manuel Ramos Otero, Luz María Umpierre, Frances Negrón-Muntaner, Rose Troche, Erika Lopez, Arthur Aviles, et Elizabeth Marrero. Queer Ricans est basé sur la thèse de doctorat de La Fountain-Stokes, qu'il a écrite sous la direction de la professeure anglaise féministe Jean Franco. Pour ce projet, l'auteur a reçu, en 1997, l'appui du programme international de migration au Social Science Research Council (Conseil " Recherche " de la Science Sociale).
Dans son livre intitulé Translocas : Trans Diasporic Puerto Rican Drag (University of Michigan Press, 2021), il analyse le théâtre, l'art performance, et l'activisme portoricains et diasporiques depuis les années 1960, et les liens entre le travestissement, le changement de sexe et genre, et le déplacement physique dans une zone géographique marquée par des migrations fréquentes,,. Dans ce projet, La Fountain-Stokes analyse le travail d'un certain nombre d'artistes (performers) et d'activistes contemporains comprenant Sylvia Rivera, Holly Woodlawn, Nina Flowers, Monica Beverly Hillz, Erika Lopez, Freddie Mercado, Jorge Merced, Javier Cardona, Lady Catiria, Barbra Herr, et Kevin Fret.
La Fountain-Stokes a publié ses articles dans des périodiques tels que le journal CENTRO, la Revista Iberoamericana, et GLQ : Un journal des études lesbiennes et homosexuelles, y compris son essai sur ses voyages à Cuba, « De un pájaro las dos alas » qui a paru dans GLQ en 2002 et a été réédité dans Our Caribbean : A Gathering of Lesbian and Gay Writing from the Antilles (Nos Caraïbe : Une réunion de l'écriture lesbienne et gaie des Antilles), éditée par l'auteur gai américain jamaïquain Thomas Glave,. La Fountain-Stokes décrit cet article comme « un récit ou une autoethnographie romancée, expérimentale basée sur mes expériences de voyage en tant que critique de théâtre portoricain gay et ancien étudiant de troisième cycle ». Il a écrit aussi sur l'utilisation des noms d'animaux tels que « pato » (canard en espagnol) qui se rapportent à l'homosexualité à Porto Rico et aux Caraïbes.
La Fountain-Stokes publie régulièrement des articles courts de journal en espagnol, en particulier dans En Rojo, le supplément culturel de l'hebdomadaire portoricain Claridad. Ceux-ci incluent des critiques de pièces de théâtre et de performances, des critiques de livre et des essais sur la culture populaire, tels que son texte sur un calendrier par l'ancien policier  Peter Hance, maintenant populaire mannequin portoricain. Ces articles courts ont été rassemblés dans un volume intitulé Escenas Transcaribeñas : Ensayos sobre teatro, performance y cultura (Isla Negra Editores, 2018). La Fountain-Stokes est également régulièrement invité à diverses réunions professionnelles et sur différents campus d'université, et il a parlé de son travail dans plusieurs pays, y compris au Brésil, en Colombie, à Cuba, au Mexique, au Pérou, au Venezuela, et en Espagne,,.
Il s'est également activement impliqué dans un certain nombre d'organismes professionnels, en particulier La Modern Language Association, l'Association d'études latino-américaines (Latin American Studies Association), l'Association d'études portoricaines (Puerto Rican Studies Association, PRSA), l'Association des études caribéennes (Caribbean Studies Association), et le Centre pour les études sur les lesbiennes et les homosexuels (CLAGS) de l'université de la Ville de New York, occupant des positions de direction dans plusieurs de ces derniers,.

## Production littéraire et culturelle
La Fountain-Stokes est plus connu pour ses nouvelles, mais il a également publié des poèmes et reçu des récompenses pour ses pièces de théâtre. Il a également fait des performances, spécifiquement sa performance individuelle Abolición del pato (L'abolition du canard, 2004), qu'il a donnée au Premier Festival Expérimental de Casa Cruz de la Luna à San Germán (Porto Rico) et plus tard à l'académie des Arts et de la Danse du Bronx (Bronx Academy of Arts and Dance) lors de leur festival gay « Out Like That » (Dehors comme ça). The Village Voice a décrit L'abolition du canard comme suit : « Ceci n'est pas l'Avenue Q », en faisant référence à l'utilisation par l'artiste de poupées indigènes comme marionnettes pour parler de l'homosexualité portoricaine.
Les nouvelles de La Fountain-Stokes ont paru dans un certain nombre d'anthologies telles que Bésame Mucho : New Gay Latino Fiction (1999) et Los otros cuerpos : Antología de temática gay, lésbica y queer desde Puerto Rico y su diáspora (2007),. Il a également édité dans les journaux et les sites Web tels que Blithe House Quarterly et Harrington Gay Men’s Fiction Quarterly,. Son premier recueil de nouvelles s'intitule Uñas pintadas de azul/Blue Fingernails (Ongles bleus) (Bilingual Press/Editorial Bilingüe, 2009) et inclut 14 nouvelles écrites dans les années 1990 et au début des années 2000, certaines d'entre elles ayant été écrites pendant que l'auteur était inscrit dans un atelier d'écriture créative animé par la femme de lettres chilienne Diamela Eltit.
La plupart des nouvelles de La Fountain-Stokes parlent de personnages portoricains gais, et incorporent parfois des éléments de science-fiction et de fantastique. Enrique Morales-Díaz a longuement écrit sur une de ces histoires, « Mi nombre, masa multitudinaria » (Mon nom, masse nombreuse) décrivant La Fountain-Stokes comme un auteur « Diasporican ».
Les pièces de théâtre de La Fountain-Stokes incluent ¡ Escándalo ! (2003) et Uñas pintadas de azul (2006, qui développe une nouvelle incluse dans son livre). Les deux pièces de théâtre ont été lues en public en tant qu'éléments du projet de dramaturges Asunción du Théâtre Pregones dans le Bronx, mais ni l'une ni l'autre n'a été représentée à ce jour.

## Récompenses
- Récompense de service de diversité de Harold R. Johnson, Bureau du principal et vice-président exécutif pour des affaires scolaires, Université du Michigan, Ann Arbor, 2009[37].
- La Celebración Latina « Récompense de Cercle », Université du Michigan, Ann Arbor. (Dans le respect du service exceptionnel à la Communauté d'université), 2008[38].
- Récompense d'appréciation d'ALMA (Aidant des Latinos pour maximiser l'accomplissement), Université du Michigan, Ann Arbor, 2006.
- Récompense de Remise des diplômes lavande, Bureau des affaires de lesbiennes, homosexuelles, bisexuelles, et transsexuelles, Université du Michigan, Ann Arbor, 2006.
- Récompense de Service-Étude de la Communauté de corps enseignant/personnel de contrat de campus du Michigan, 2006[39].
- Bourse d'études de perfectionnement de carrière pour le corps enseignant junior, Fondation Nationale Woodrow Wilson, 2006.
- Deuxième lieu, Concours du Projet de dramaturges d'Asuncion du Théâtre Pregones, pour la pièce de théâtre Uñas pintadas de azul, 2006.
- Bourse d'études, Conférence ethnique globale de Literatures, Université du Michigan, Ann Arbor, 2004.
- Troisième lieu, Concours du Projet de dramaturges d'Asunción du Théâtre Pregones, pour la pièce de théâtre ¡ Escándalo !, 2003.
- Boursier, Centre pour l'analyse critique de la culture contemporaine (CCACC), Université de Rutgers, Nouveau Brunswick, NJ, 2001-2002.
- Boursier, Programme de migration international du Conseil " Recherche " de la Science sociale, bourse de dissertation d'été pour les minorités, été 1997[16].